# 泉西街道
泉西街道，是中华人民共和国河北省邢台市信都区下辖的一个乡镇级行政单位。

## 行政区划
泉西街道下辖以下地区：
鸿溪社区、科苑社区、阳光社区、邢钢北社区、文苑社区、南大汪社区、孔村社区、张东社区、贾庄村、林庄村和苗王庄村。